# Arjomand (ort i Teheran)
Arjomand (persiska: ارجمند) är en ort i Iran.   Den ligger i provinsen Teheran, i den centrala delen av landet, 100 km öster om huvudstaden Teheran. Arjomand ligger 2 150 meter över havet och antalet invånare är 1 688.
Terrängen runt Arjomand är kuperad söderut, men norrut är den bergig. Arjomand ligger nere i en dal.Runt Arjomand är det ganska glesbefolkat, med 23 invånare per kvadratkilometer. Arjomand är det största samhället i trakten. Trakten runt Arjomand består i huvudsak av gräsmarker.